# Plexe lumbar
El plexe lumbar és el plexe format per les branques anteriors dels nervis raquidis de L1 a L4, amb íntima relació amb els fascicles d'origen del múscul psoasilíac. També contribueix a la seva formació el nervi T12.

## Branques
- El nervi iliohipogàstric, amb fibres de L1, corre anterior al quadrat lumbar. Lateralment a aquest, perfora el transvers de l'abdomen per on discorre entre aquest i l'oblic intern. A sobre de la cresta ilíaca, emet un ram cutani lateral, i continua com el seu ram cutani anterior.
- El nervi ilioinguinal, amb fibres de L1, corre més baix que l'iliohipogàstric. Travessa la paret abdominal lateral i entra al conducte inguinal.
- El nervi genitocrural, amb fibres de L1 i L2, perfora el múscul psoes major per sortir per la seva superfície anterior. Després de passar per darrere de l'urèter, es divideix en els seus rams genital i femoral. El ram genital entra al conducte inguinal, i el ram femoral corre pel costat de l'artèria ilíaca externa i després entra a la beina femoral, al costat de l'artèria femoral.
- El Nervi femorocutani, amb fibres de L2 i L3, surt per la vora lateral del psoes, i va cap a l'espina ilíaca anterosuperior. Corre posterior al lligament inguinal, en l'anomenada Lacuna vasorum i entra a la cuixa.
- El nervi obturador, amb fibres de L2 a L4, corre darrere del psoes, pel seu costat medial. Després passa per la línia terminal i per la cavitat pelviana, i entra al conducte obturador, per arribar a la cuixa. Aquí es divideix en els seus rams.
- El nervi femoral, amb fibres de L2 a L4, és el més gran dels nervis del plexe lumbar. Surt per la vora inferior lateral del psoes, per córrer entre aquest i el múscul ilíac. Després, passa per darrere del lligament inguinal, per entrar al compartiment anterior de la cuixa. Aquí es divideix en els seus múltiples rams.[2]

| Nervi              | Segment medul·lar | Músculs innervats                                                                                     | Innervació cutània |
| ------------------ | ----------------- | --- | --- |
| Iliohipogàstric    | L1                | - Oblic intern de l'abdomen - Transvers de l'abdomen                                                  | Regió glútia posterolateral i hipogastri                                                                                   |
| Ilioinguinal       | L1                | - Oblic intern de l'abdomen - Transvers de l'abdomen                                                  | Cara superomedial de la cuixa, arrel del penis i escrot anterior (♂), mont de Venus i llavis majors (♀)                    |
| Genitofemoral      | L1 i L2           | - Múscul cremàster (♂)                                                                                | * Ram genital: escrot anterior (♂), mont de Venus i llavis majors (♀) - Ram femoral: regió superior i anterior de la cuixa |
| Nervi femorocutani | L2 i L3           | | Cara anterior i lateral de la cuixa, fins al genoll                                                                        |
| Obturador          | L2 a L4           | - Obturador extern - Pectini - Abductor mitjà - Abductor major - Gràcil                               | Cara medial de la cuixa |
| Femoral            | L2 a L4           | - Psoes-ilíac - Pectini - Sartori - Quàdriceps                                                        | Cara anterior de la cuixa, i medial de la cama                                                                             |
| Branques directes  | T12 a L4          | - Psoes-ilíac (en les seves porcions psoes major i ilíac) - Quadrat lumbar - Músculs intertransversos | |